# Peter Lundin
Peter Kenneth Bostrøm Lundin (født 15. februar 1972 i Roskilde), som senere skiftede navn til Bjarne Skounborg og senest Thomas Kristian Olesen, er en dansk-tysk-amerikansk morder, der ved et nævningeting i Østre Landsret den 15. marts 2001 blev idømt fængsel på livstid for tredobbelt drab. Natten mellem den 16. og 17. juni 2000 dræbte og parterede han sin samlever Marianne Pedersen og hendes to sønner, Dennis og Brian, på henholdsvis 10 og 12 år i deres hus på Nørregårdsvej 26 i Rødovre.
Den 10. oktober 2000 erkendte han sig skyldig i at have forvoldt Marianne Pedersen og hendes to sønners død, men hævdede, at det var et uheld. Forsvarer, advokat Bjørn Lund Hansen, argumenterede i retten også for, at det var et uheld, og da Lundin var kendt skyldig, bad han om en tidsbestemt straf på 16 års fængsel. Statsadvokat Erik Merlung, der repræsenterede sagen som anklager, havde hele tiden ment, at Lundin skulle dømmes for drab, og han krævede livsvarigt fængsel. På trods af Retslægerådets anbefaling krævede – og fik – anklageren livsvarigt fængsel, selvom landets højeste juridiske/lægelige eksperter havde anbefalet forvaring.
Lundin blev i 1993 idømt 20 års fængsel ved en amerikansk domstol for drabet på sin mor, tyskfødte Anna Schaftner. Dommen blev i 1995 nedsat til 15 års fængsel. På grund af pladsmangel i fængslerne i den amerikanske stat North Carolina, blev Peter Lundin i 1999 løsladt og udvist til Danmark.
Lundin er under sin afsoning blevet gift tre gange. I 2000 fik han en søn sammen med sin daværende kone, Tina. I 2014 fik han yderligere en søn sammen med sin daværende kone Betinna Brøns. Lundin afsoner sin livstidsdom i Herstedvester Fængsel i Albertslund. Han har flere gange forsøgt at søge om prøveløsladelse, men har fået afslag hver gang. Han har været fængslet siden den 5. juli 2000.
I 2009 udkom hans selvbiografi "En morders bekendelser" på Forlaget Turbulenz. Sagen er en af Danmarks mest gruopvækkende og mest omtalte drabssager i nyere tid. Sjældent har en drabssag i Danmark været omgærdet af så stort presseomtale som Lundin-sagen. I 2012 blev Lundins mordvåben udstillet på Politimuseet i København.

## Baggrund

### Tidlige liv og opvækst
Peter Lundin blev født den 15. februar 1972 på Roskilde Sygehus, som søn af Ole Bostrøm Lundin (1935-2014) og den tyskfødte Anna Schaftner Lundin (1932-1991). I 1950 flyttede Ole Lundin sammen med sin bror fra Canada til USA. Formålet var at melde sig til den amerikanske hær, hvor de kunne beholde deres danske statsborgerskab, hvilket de ikke kunne i den canadiske hær. Broderen blev sendt til Korea, hvor han døde af en virus, mens Ole blev udstationeret ved de amerikanske styrker i Vesttyskland. Mens han var udstationeret som amerikansk soldat i Vesttyskland, mødte han den unge tyske pige Anna Schaftner. De blev gift og bosatte sig i Danmark.
Ole Lundin fik arbejde som murer og byggede parrets hus på Fuglesangsvej i Solrød Strand. I 1979 fik daværende murermester Lundin en blodprop, der gjorde ham uarbejdsdygtig og parret havde i forvejen haft økonomiske problemer, så da deres hus gik på tvangsauktion valgte de at emigrere til USA sammen med deres dengang niårige søn, Peter Lundin. De købte et hus på Essex Drive i byen Ormond Beach i Florida, hvor de drev et motel.
I 1984 flyttede familien til byen Maggie Valley i et nyerhvervet hus i staten North Carolina. Nogle år senere valgte Ole at forlade sin kone Anna. Han tog sønnen Peter med. Sammen slog de sig i første omgang ned i Los Angeles, hvor de blev nogle få uger. Herefter rykkede de videre til New York City, men da det heller ikke var noget, forsøgte man sig i Boston. Rejsen endte dog i Miami, hvor Ole fandt en lejlighed og fik arbejde som murer igen. Ægteparret Lundin fandt dog sammen igen, og far og søn hentede Anna ned til Florida fra North Carolina. Peter Lundin var i mellemtiden blevet 14 år og begyndte nu på en skole i Miami.
Gennem skoletiden i Miami havde han forskelligt arbejde i fritiden, blandt andet som afrydder på en restaurant. Den dag han fyldte 16 år, gik han ud af skolen og begyndte i stedet som murerarbejdsmand sammen med sin far. Det var i denne periode, at han første gang stiftede bekendtskab med stoffer som marihuana og kokain. Familien flyttede dog tilbage til Maggie Valley igen, hvor han begyndte i det lokale gymnasium. På dette tidspunkt startede han også som pusher med at sælge hash til sine skolekammerater.

## Første dom

### Drabet på sin mor
Drabet på Anna Schaftner Lundin fandt sted omkring den 1. april 1991 (den præcise dato er aldrig blevet fastslået med sikkerhed). Peter Lundin var 19 år gammel, og der havde på dette tidspunkt længe hersket kaos i familien i Maggie Valley i North Carolina. Der blev ofte drukket tæt, og både sønnen Peter og hans far Ole var ofte voldelige over for deres mor og hustru. Situationen havde før været så alvorlig, at familiens naboer adskillige gange havde tilkaldt politiet, men der kom aldrig nogen anmeldelse ud af politiets besøg.
Det skulle angiveligt have været et skænderi, der var årsag til drabet. Anna Lundin ville klippe sin søn Peters lange hår af, hvilket fik ham til at kvæle hende. Sammen med sin far kørte de liget til byen Buxton og begravede hende på den brede sandstrand ved Cape Hatteras.
Den 1. november 1991 opdagede nogle tilfældige mennesker, der var ude at gå en tur på stranden nær fyrtårnet ved Outer Banks i Buxton, liget af en kvinde, der var skyllet i land. Liget var pakket ind i et blåt tæppe, dækket med sort plastik og omviklet med tape og et gult reb. Peter og faderen var i mellemtiden flygtet til Canada og den 6. juni 1992 blev de begge anholdt på et hotelværelse i Toronto.
I juli 1993 blev Peter Lundin idømt 20 års fængsel i retten i Dare County. Ved samme lejlighed blev faderen Ole Lundin idømt 2 års fængsel for medvirken til at skaffe liget af sin kone af vejen. Begge blev ligeledes dømt til udvisning til Danmark efter endt afsoning. Ole modtog dommen og begyndte afsoningen, mens Peter både appellerede straffens længde og udvisningsdommen. Lundin blev sat til afsoning i fængslet Brown Creek Correctional Institution og den 16. februar 1995 fik han nedsat sin straf fra 20 års fængsel til 15 års fængsel, men udvisningsdommen stod fast.

### Drømmen om Amerika
Lundin blev i 1994 under sit ophold i fængslet interviewet af TV 2. Udsendelsen blev produceret af Nordisk Film & TV for TV 2, og den var tilrettelagt af tv-journalisten Jesper Klit. Udsendelsen hed Drømmen om Amerika og handlede om, hvordan det var gået unge danskere på den anden side af Atlanten. Det var desuden også kun et tilfælde at Lundin kom med i programmet. De danske tv-folk bladrede tilfældigt i en avis og det var her, at de stødte på historien om, at en dansk statsborger ved navn Peter Lundin var blevet dømt for drabet på sin mor.
Tilrettelægger Jesper Klit skrev derefter et brev til Lundin og spurgte, om han ville medvirke i et interview til dansk tv. Lundin svarede tilbage, at det ville han gerne, og formalia med hensyn til tv-optagelserne blev herefter ordnet med de amerikanske fængselsmyndigheder, hvor man har en meget liberal holdning til det med at interviewe indsatte.
Under udsendelsen farvede han den ene side af sit ansigt sort og den anden hvid, for at symbolisere det "gode og det onde". I samme forbindelse blev han af psykologen Sten Levander vurderet – han tildelte ham 39 point på PCL-R der gik fra 0 til 40 og som var udtryk for, hvor psykopatisk et menneske er. Dokumentarudsendelsen på TV 2 blev sendt den 14. december 1994.

### Udvisning og udlevering
Lundin blev løsladt efter knap at have afsonet halvdelen af straffen. Staten North Carolina havde på daværende tidspunkt desperat mangel på fængselskapacitet. Den alvorlige pladsmangel skyldtes blandt andet et meget stort antal fanger fra den amerikanske hær, som var dømt for hustrumishandling og mord. De fleste af disse dømte kom fra den enorme militære base Fort Bragg. Myndighederne havde derfor valgt at halvere straffene for alle, der blev fængslet efter en bestemt dato og loven gav på daværende tidspunkt ikke mulighed for, at dømte kunne afsone i en anden amerikansk stat.
Den 4. juni 1999 ankom han i ankomsthallen i Københavns Lufthavn, hvor han var blevet eskorteret af fire amerikanske politibetjente. Efter ankomsten i Danmark flyttede han sammen med sin daværende kone Tina Lundin og hendes teenagedatter i Måløv. Lundin og Tina var blevet gift i 1996, mens han afsonede sin fængselsdom.

## Lundin-sagen

### Tredobbelt drab
I efteråret 1999 forøvede han i et raserianfald vold mod sin kone Tina og hendes teenagedatter, hvilket resulterede i at han blev smidt ud af deres lejlighed, hvorefter han flyttede ind på Mændenes Hjem i Hillerødgade på Nørrebro. Mens han boede der, besøgte han et bordel på Nordre Fasanvej 239 på Frederiksberg og det var efterfølgende her, at han mødte Marianne Pedersen, som var bordelmutter på bordellet.
Marianne Pedersen (1963-2000) var 36 år og førtidspensionist og havde været enke i et års tid. Hendes afdøde mand var tidligere malermester, og allerede før hans død, oprettede de massageklinikken på Nordre Fasanvej, hvor hun blev bordelmutter. Pedersen og hendes to sønner, Brian (1987-2000) og Dennis (1989-2000), boede i den københavnske forstad Rødovre. Lundin og Marianne blev efterfølgende kærester.
Den 3. juli 2000 blev de erklæret for forsvundet. Lundin hævdede, at de var taget på ferie, og at han havde indvilliget i at male deres hus. Men den 5. juli 2000 kunne politiets teknikere efter en gennemgang af huset konstatere, at der var blodspor i Pedersens bil samt husets kælder. Lundin blev anholdt og varetægtsfængslet i fire uger – sigtet for drab. De yderligere undersøgelser af huset førte til den konklusion, at Pedersen og hendes to sønner var blevet dræbt og parteret. Den første partering var foregået i kælderen, mens de to andre var foregået i garagen. Vicekriminalinspektør Niels Kjøller fra Hvidovre Kriminalpoliti udtalte til pressen: "Begge steder lignede rene slagtehuse, og det selv om Peter havde forsøgt at slette sporene ved rengøring." Ud fra rester af menneskevæv kunne politiets teknikere konstatere, at Lundin havde brugt en vinkelsliber i garagen og der var omkring 100 synlige mærker efter øksehug i gulvet.
Lundin ændrede sin forklaring efter tre uger. Han forklarede nu at han natten mellem den 16. og 17. juni 2000 hørte skrig fra kælderen, og her fandt han de to drenge liggende på gulvet – dræbt med en kniv af Marianne Pedersen. Hun skulle angiveligt være bevidstløs efter at have indtaget narkotika. Han begyndte derefter at slå hende fordi hun havde dræbt drengene, ifølge hans forklaring slog han "ikke alvorligt", og hun døde kort efter. Han tilkaldte ikke politiet da han mente, at de ikke ville tro ham på grund af sin fortid og i stedet parterede han ligene. Den 10. oktober 2000 tilstod han, at han var årsag til deres død. Han forklarede at Marianne og ham var kommet op at skændes, fordi "hun havde talt sødt" i telefonen med en anden mand. Efterfølgende var de alle kommet op at slås på hendes dobbeltseng i soveværelset, og her havde han så knækket halsen på dem alle tre med sine bare næver. Efter drabene placerede han dem i husets kummefryser.
Den 19. juni 2000 tog han på indkøb i Metro i Glostrup, hvor han købte en økse, gummihandsker, plasticposer og rengøringsmidler, hvorefter han parterede ligene. Lundin puttede ligdelene i plasticposer, som han placerede til storskrald uden for huset, som således blev kørt til forbrænding. Formodentlig kørte han yderligere rundt på Sjælland i Mariannes Ford Mondeo og placerede ligdele i forskellige affaldscontainere. Der blev undersøgt omkring 10.000 tons slagger på Vestforbrænding samt en affaldsplads i Holme-Olstrup ved Næstved og med hjælp fra Beredskabsstyrelsen blev hele Vestvolden gennemsøgt. Ligdelene af Marianne Pedersen og hendes to sønner er aldrig blevet fundet.

## Retssagen
Retssagen mod Peter Lundin blev berammet ved Østre Landsret den 5. marts 2001. Lige til få dage før håbede politiet og statsadvokat Erik Merlung på, at Lundin ville erkende sig skyldig i overlagt manddrab. Den udeblev imidlertid denne gang, og sagen måtte derfor afgøres af dommere og nævninge. Retsformanden startede med at henvende sig direkte til de tolv nævninge med følgende bemærkning: "Få sager har i de senere år tiltrukket sig så meget opmærksomhed, som denne nævningesag vi fra i dag skal behandle. Pressens omtale har i visse tilfælde været på den anden side af den streg, der gælder for offentlig omtale af straffesager."
Endvidere lagde retsformanden ud med at pege på det betænkelige i den påvirkning, som både dommere og nævninge uvægerligt havde været udsat for, gennem mediernes omtale af sagen gennem de næsten otte måneder, der var gået siden den tiltaltes anholdelse. Direkte henvendt til nævningene sagde han: "De må ved Deres senere afgørelse i sagen ikke tage hensyn til noget, som De IKKE har fået oplyst her i retssalen. De SKAL se bort fra alt, hvad De fra dette øjeblik måtte vide fra presse, radio, tv med mere. De skal også se væk fra, hvad De under retssagens forløb måtte høre eller se uden for retssalen."

### Dommen
Peter Lundin nægtede konsekvent, at han havde haft til hensigt at dræbe sine ofre. Nævningene troede ikke på ham. De dømte ham skyldig i forsætligt drab samt skyldig i usømmelig omgang med lig. Som en detalje blev han desuden dømt for tyveri fra huset på Nørregårdsvej. Anklageren statsadvokat Erik Merlung sagde nøgternt og roligt i sin procedure for strafudmålingen: Omstændigheder, art og omfang af de forbrydelser, som tiltalte har begået, er i særklasse afskyvækkende og skræmmende. Man kan kun som samfund reagere overfor disse og tage de rette sikkerhedsforanstaltninger ved at idømme livstid.
Lundins advokat Bjørn Lund Hansen gjorde en ihærdig indsats for at få nævningene til at idømme hans klient en tidsbestemt straf på ca. 16 år. Lund Hansen kaldte sin klients handlinger "modbydelige" og "uhyggelige", men appellerede alligevel til nævninge og dommere om at nøjes med at idømme Lundin 16 års fængsel for mordene. Han sammenlignede Lundins tre mord med sagen mod lægen Elisabeth Wæver, som blev idømt livstid for en mordbrand mod sin elskers kone og to børn. Drab ved ildspåsættelse er en skærpelse. Det er udtryk for en nøje planlagt forbrydelse, mens min klients handlinger er spontane og impulsive, sagde Bjørn Lund Hansen uden synderlig overbevisning i stemmen. Inden nævningene trak sig tilbage for at votere straffens længde, havde Lundin fået mulighed for at sige de sidste ord til nævningene og det benyttede han sig af: "Vi skal alle sammen have fred nu. Vi skal have fred i vores sind og i vores sjæl."
Nævningene og dommerne valgte i sidste ende at lytte til anklageren. Den 15. marts 2001 efter ti dages retsmøder afsagde de tre landsdommere Niels Johan Petersen, Ejler Bruun og Hans Christian Thomsen dommen over Peter Lundin – fængsel på livstid. Dommen på livstid var én-stemmig og kom efter kun 10 minutters votering. Alle 24 stemmer blev givet for livsvarigt fængsel. (I et nævningeting har de 12 nævninger hver én stemme og de tre juridiske dommere hver fire stemmer, når straffen udmåles). Lundin udbad sig betænkningstid, og han havde mulighed for at anke straffen til Højesteret, hvilket han dog ikke gjorde.
Faderen Ole Lundin blev ikke dømt for meddelagtighed eller for medvirken til bortskaffelse af de tre lig. Men han blev dog dømt for tyveri af flere af Marianne Pedersens personlige ejendele, som politiet fandt under en ransagning på hans bopæl på Strandvejen 201 i Hellerup. Dommer Jes Schiøler mente, at selv om Ole Lundin på grund af sin alder og sine øvrige personlige forhold normalt kun ville stå til en betinget straf eller samfundstjeneste, så var omstændighederne ved tyveriet så alvorlige, at det måtte afspejle sig i straffen. Han blev idømt 4 måneders ubetinget fængsel den 7. juni 2002.

### Dødsstraf
I foråret 2001 opstod kortvarigt "Landsforeningen henret Peter Lundin", stiftet af den tidligere smuglerdømte sværvægtsbokser Mark Hulstrøm og nogle anonyme personer. Foreningen krævede ikke genindførelse af dødsstraf i straffeloven, men at Folketinget vedtog en særlov, der ville give dødsstraf til den tredobbelte morder Peter Lundin.
Lundin troede angiveligt at der var dødsstraf i Danmark på daværende tidspunkt, dette forklarede han på et kassettebånd i fængslet, som Ekstra Bladet i 2008 kom i besiddelse af. Han var på dette tidspunkt overbevist om, at der var dødsstraf i Danmark, og at han ikke kunne dømmes for mord, hvis han skaffede ligene af vejen.

## Politisk kontrovers
Dansk politi er efterfølgende blevet bebrejdet med, at man ikke holdt et vågent øje med Peter Lundin efter han var blevet udleveret til Danmark. Den amerikanske afdeling af Interpol havde rutinemæssigt orienteret Københavns Politi om, at fire politifolk fra statspolitiet i North Carolina var på vej med en morddømt, der var blevet udvist til Danmark, efter at han havde udstået sin straf i USA. Dansk politi reagerede rutinemæssigt – men da man ikke havde noget udestående med Lundin i Danmark, betragtede man ham derfor som enhver anden dansk statsborger. I hvert fald er det en kendsgerning, at der ikke blev holdt specielt øje med Lundin efter hans ankomst i Københavns Lufthavn den 4. juni 1999.
Den kendsgerning at dansk politi ikke havde overvåget Peter Lundin fra det øjeblik, han satte foden i Danmark, fik folketingsmedlem Eva Kjer Hansen til at stille spørgsmål til daværende justitsminister Frank Jensen den 4. november 2000: "Vil ministeren redegøre for sagen om Peter Lundin, herunder hvorfor manden ikke blev overvåget af politiet efter ankomsten til Danmark, samt for hvilke initiativer ministeren vil tage for at undgå en lignende situation fremover?"
Justitsministerens svar forelå 14 dage efter. Efter han først havde forhørt sig hos både politimesteren i Gladsaxe og hos Københavns politidirektør: "...ved ankomsten blev den pågældende modtaget af Københavns Politi, men løsladt umiddelbart efter ankomsten, da han ikke var eftersøgt i Det Centrale Kriminalregister. Interpol-København blev forud for ankomsten til Københavns Lufthavn underrettet herom af de amerikanske myndigheder, uden at Interpol-København dog modtog yderligere oplysninger om den pågældende danske statsborger. Interpol-København underrettede Københavns Politi om ankomsten, og da den pågældendes far på daværende tidspunkt havde bopæl i Gentofte Politikreds, underrettede Interpol-København tillige Politimesteren i Gentofte. Politimesteren i Gladsaxe har overfor Justitsministeriet oplyst, at den pågældende danske statsborger efter ankomsten tog ophold hos en kæreste i Ballerup (på daværende tidspunkt var det forbigået politiets og justitsministeriet, at Peter og Tina Lundin allerede var gift på dette tidspunkt) hvorfor sagsakter vedrørende den pågældende blev oversendt fra Gentofte politi til Politimesteren i Gladsaxe. Kriminalpolitiet i Gladsaxe gennemgik de fremsendte akter, og på et efterfølgende personalemøde blev personalet i overensstemmelse med sædvanlig praksis orienteret om forholdende vedrørende den pågældende, og personalet blev gjort bekendt med, at de skulle være opmærksomme på den pågældendes adfærd, når de traf ham eller på anden måde modtog oplysninger om ham, f.eks. i forbindelse med indgivne anmeldelser."
"Om den konkrete sag, kan det i øvrigt oplyses, at Justitsministeriet allerede i 1996 rettede henvendelse til de amerikanske myndigheder med henblik på en overførelse af den pågældende danske statsborger til straffuldbyrdelse i Danmark, hvilket de amerikanske myndigheder imidlertid afslog." Den daværende justitsminister Frank Jensen redegjorde herefter blandt andet for straffelovens muligheder for tilsyn med tidligere straffede, og han tilføjede: "...principielle hensyn taler efter min opfattelse imod en mere systematisk og intensiv overvågning af tidligere dømte personer, når der ikke foreligger mistanke om yderligere strafbare forhold."

## Personlige liv

### Overfald under afsoning
Den 27. juli 2000 blev Lundin omringet af op mod 10 fanger og overfaldet i fængselsgården i Vridsløselille Statsfængsel. Overfaldet skete da Lundin forlod kondirummet, hvor han havde trænet sammen med syv andre fanger. Han blev overdænget med spark og slag, så han brækkede næsen og fik to flænger i hovedet, som måtte syes. Fangerne brugte våben som en topnøgle, en stålstang fra en håndvægt og afbrækkede kabelrør mod Lundin. Foruden to flænger, der måtte syes, og en brækket næse fik Lundin store slagmærker på kroppen. Den 22. december 2000 ved retten i Glostrup blev den 25-årige Daniel Blikfeld Casanas Dorta idømt seks måneders fængsel, mens den 29-årige Hells Angels-rocker Chris Skov Larsen blev idømt fire måneders fængsel for overfaldet. Allan Melander blev frikendt. Resten af de seks, otte eller 10 fanger, der deltog i mishandlingen, blev aldrig identificeret.
I februar 2002 blev han overfaldt af en medfange i Herstedvester Fængsel. Medfangen, den 24-årige Jon Breum overfaldt Lundin og slog ham flere gange i hovedet med en kasserolle. Overfaldet med den 570 gram tunge gryde gav ham en overfladisk skramme samt flere buler i hovedet. Lundin lagde sag an og krævede 10.000 kroner i erstatning for svie og smerte. Han fik den 16. april 2002 i Østre Landsret tildelt 510 kroner i erstatning.

### Ægteskab
Efter programmet Drømmen om Amerika på TV 2 i 1994 kontaktede mange danske kvinder Peter Lundin og han blev i 1996 gift med en af disse, Tina.
Den 28. september 2008 blev han gift med Mariann Poulsen i Statsfængslet Østjylland, men efter 11 dage indgav hun krav om skilsmisse, da hun påstod at han havde løjet for hende om en anden kvinde, som han var kærester med imens de blev gift. Dette fortalte hun også, da hun stod frem i GO' Aften Danmark den 9. oktober 2008.
Den 26. maj 2011 blev han gift for tredje gang – denne gang med Bettina Skounborg i Anstalten ved Herstedvester.

### Narko
Han blev ved Retten i Glostrup den 21. august 2006 idømt en tillægsstraf på 40 dages fængsel for at være i besiddelse af 92,7 gram hash i sin fængselscelle.
Han blev igen ved Retten i Glostrup den 23. april 2012 idømt en tillægsstraf på 10 dages fængsel for at have været i besiddelse af 8,5 gram hash samt fire amfetaminpiller den 26. juli 2011. Lundin blev i september 2012 beskyldt for at stå bag indsmugling af hash og andre stoffer i Anstalten ved Herstedvester.

## Sagsanlæg

### Sagsanlæg mod journalist
Journalisten Kristian Ditlev Jensen fra avisen Information skrev den 4. marts 2004 i en lederartikel om Peter Lundin, hvor han skrev sætningen "Vi er, kort sagt, ikke kliniske psykopater i Peter Lundin-klassen." Dette fik Lundin til at anlægge en civil straffesag for æreskrænkelse mod journalisten mod 25.000 kroner i erstatning. Ved Københavns Byret den 11. april 2005 slog byretten fast, at Information i en konkret sammenhæng havde lov til at kalde Peter Lundin for klinisk psykopat og Lundins krav om 25.000 kroner i erstatning blev afvist.
Byretten fastslog også i dommen, at sætningen skal "forstås som en udtalelse om, at sagsøgeren er et klart eksempel på en psykopat i betydningen karakterafvigende person." Dertil påpegede byretten, at de lægelige oplysninger fra straffesagen mod Peter Lundin netop viste, at drabsmanden "i usædvanlig grad er personlighedsmæssigt afvigende og udgør en nærliggende og udtalt risiko for andre." Endelig afviste byretten sagen ved at henvise til, at fagfolk, journalister og lægfolk i flere medier tidligere har omtalt Lundin som "psykopat". Lundin blev
dømt til at betale 12.000 kroner i sagsomkostninger.

### Sagsanlæg mod Pia Kjærsgaard
Den 18. november 2008 udtalte Dansk Folkepartis daværende formand Pia Kjærsgaard i Go' morgen Danmark på TV 2 sig om Peter Lundin, hvor hun sagde: "Han er jo simpelthen så afstumpet, som man overhovedet kan være." Dette fik i februar 2009 Lundin til at sagsøge Kjærsgaard for 100.000 kroner for æreskrænkelse. Lundins advokat Peter Hjørne udtalte sig til pressen, at hun har kaldt ham så afstumpet, som nogen kan være og det er en ringeagtsytring, og mod sådanne er alle borgere i landet beskyttet.
Ved Retten i Lyngby den 4. marts 2010 afviste retten Lundins krav om 100.000 kroner i erstatning og Kjærsgaard blev frifundet. Dommeren lagde vægt på at Dansk Sprognævn under sagen havde udtalt, at synonymer til ordet "afstumpet" er ufølsom, brutal, følelsesfjern, grov og rå. Derudover lagde retten også vægt på, at udtalelserne fra Kjærsgaard var fremsat i en offentlig tv-debat på GO' Morgen Danmark og som et led i en mere generel kritik af mediernes dækning af personer, der er dømt for alvorlig kriminalitet. Desuden lagde retten også vægt på karakteren af de særdeles grove forbrydelser, som Lundin er dømt for.

### Sagsanlæg mod DR-værter
Den 28. februar 2014 sagsøgte han den Cavling-nominerede DR-vært Line Gertsen og værten Kim Bildsøe Lassen for injurier. Konkret mente Lundin, at DR-duoen gik langt over stregen, da de i et indslag i TV Avisen i september 2012 beskyldte ham for at stå bag hashhandlen i Herstedvester-fængslet, hvor han er indsat. Lundins advokat Tage Siboni udtalte at; "Der er rettet nogle urigtige beskyldninger i TV-avisen mod to mennesker – Bjarne Skounborg (Peter Lundin red.) og en unavngiven kvinde. Det er blevet opfordret til berigtigelse af DR, men de nægter. Derfor har vi oprettet en sag."
Forud for det omtalte indslag var TV Avisen kommet i besiddelse af en rapport, der angiveligt afslørede, at Lundin var manden bag hashsalg i fængslet. Injuriesagen foregik ved Københavns Byret. Her krævede Lundin erstatning på 25.000 kroner samt berigtigelse af indslaget.
Den 28. marts 2014 blev Line Gertsen og Kim Bildsøe Lassen frifundet for injurier mod Lundin. Samtidig besluttede retten, at Peter Lundin og hans hustru inden fjorten dage skulle betale alle sagens omkostninger- svarende til 20.000 kroner.
Dommen lød følgende:
| Citat | Thi kendes for ret: De sagsøgte Line Gertsen og Kim Bildsøe Lassen frifindes. Sagsøgerne og Betinna Brøns skal in solidum inden fjorten dage betale sagens omkostninger til de sagsøgte Line Gertsen og Kim med 20.000 kroner. | Citat |
|       | |       |

## Andre foretagender
Ekstra Bladets forlag gav anledning til ophidset debat, da de i 2001 annoncerede planer om at et samarbejde med Lundin, så de kunne skrive en bog om ham. Planerne blev dog droppet kort efter meddelelsen – med den begrundelse – "en mangel på nyheder og indholdsmæssig kvalitet".
I 2002 sendte TvDanmark2 programmet Fornemmelse for mord, hvor clairvoyante personer skulle forsøge at finde ligene af Marianne Pedersen og hendes to sønner. Mange steder på Sjælland, blandt andet blev lossepladser og kirkegårde nær Faxe og Køge undersøgt, men det lykkedes ikke for de clairvoyante at finde ligene.
I 2003 blev bogen Sagen Lundin: Forbrydelsen, opklaringen, medierne og ondskaben udgivet på People's Press af Palle Bruus Jensen, herunder analyser af psykiateren Henrik Day Poulsen.
I 2009 udgav han sammen med medforfatter Rikke Pedersen bogen En morders bekendelser på Forlaget Turbulenz. Bogen er en selvbiografi, hvor han fortæller om sin barndom, sit tætte forhold til sin mor og livet bag tremmerne. Den blev ikke nogen stor succes, men havde dog efter en måned solgt 5.000 eksemplarer.